# Píer 39

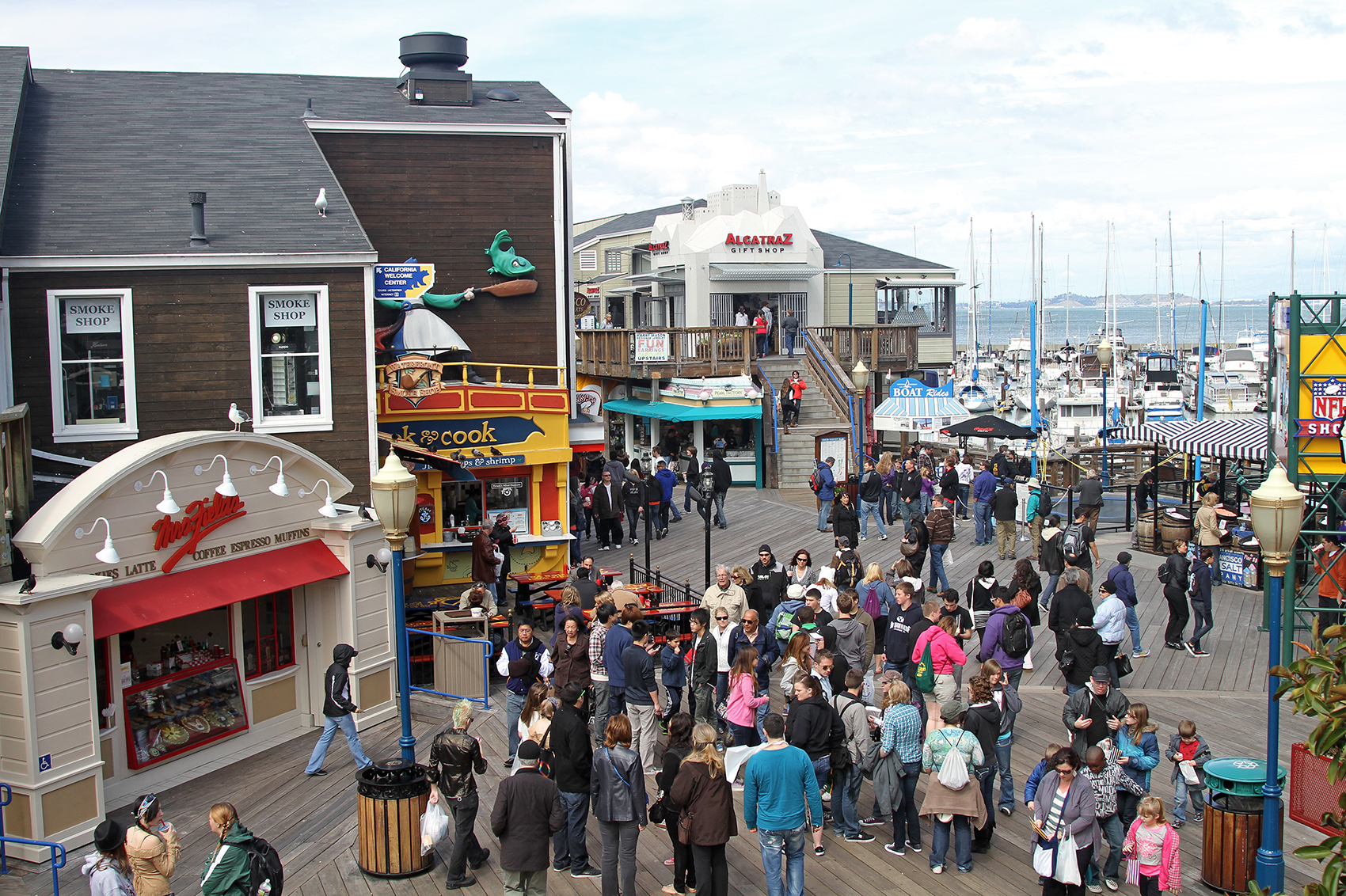
Pier 39 em San Francisco

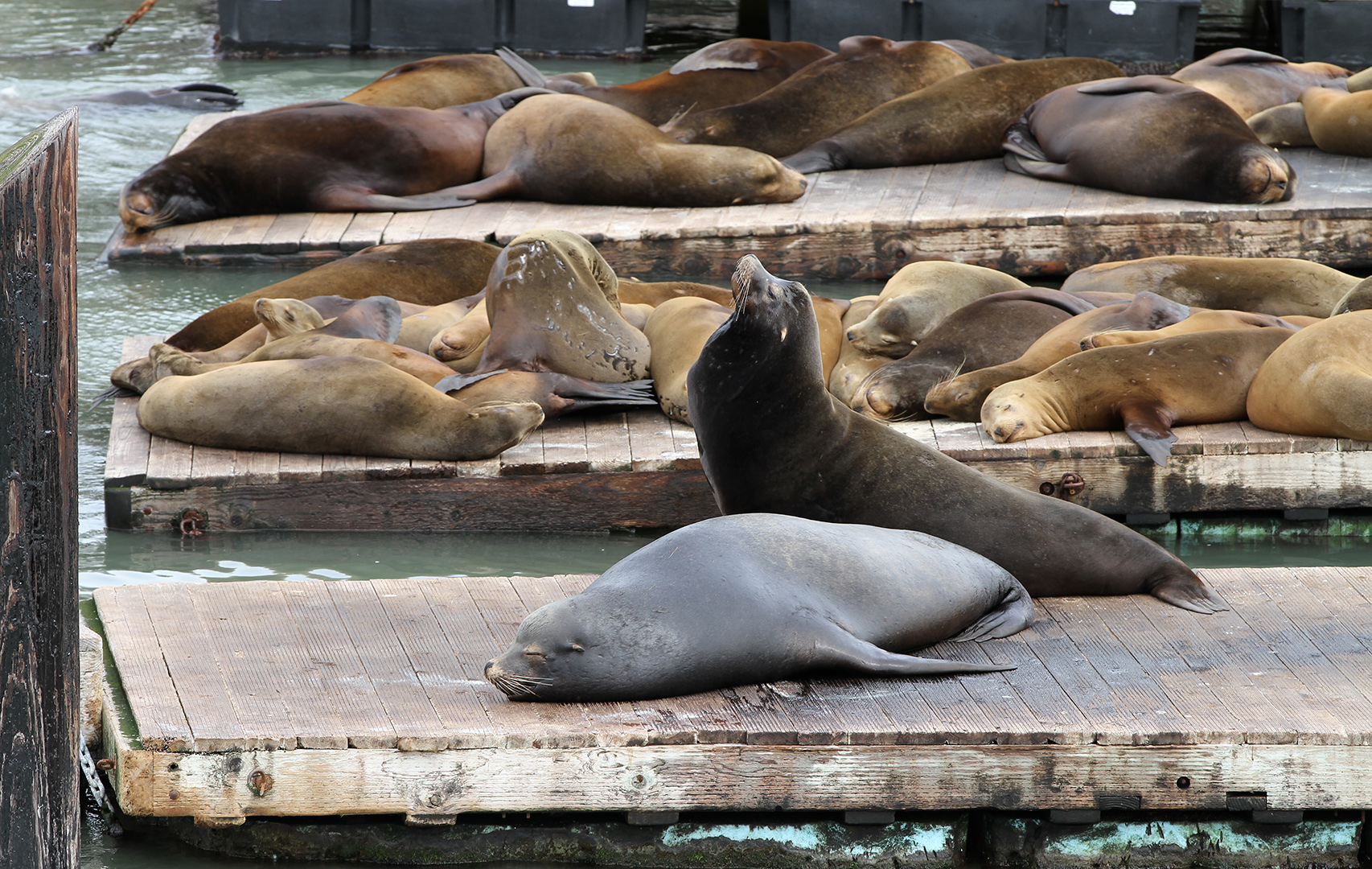
Leões marinhos no Pier 39.

O Pier 39 é um shopping center e uma popular atração turística em um píer em São Francisco, Califórnia.